# Куинстаун (Тасмания)
Куи́нстаун (англ. Queenstown) — город в Тасмании (Австралия), самый крупный населённый пункт в западной части острова Тасмания. Согласно переписи 2021 года, население Куинстауна составляло 1808 человек.

## География

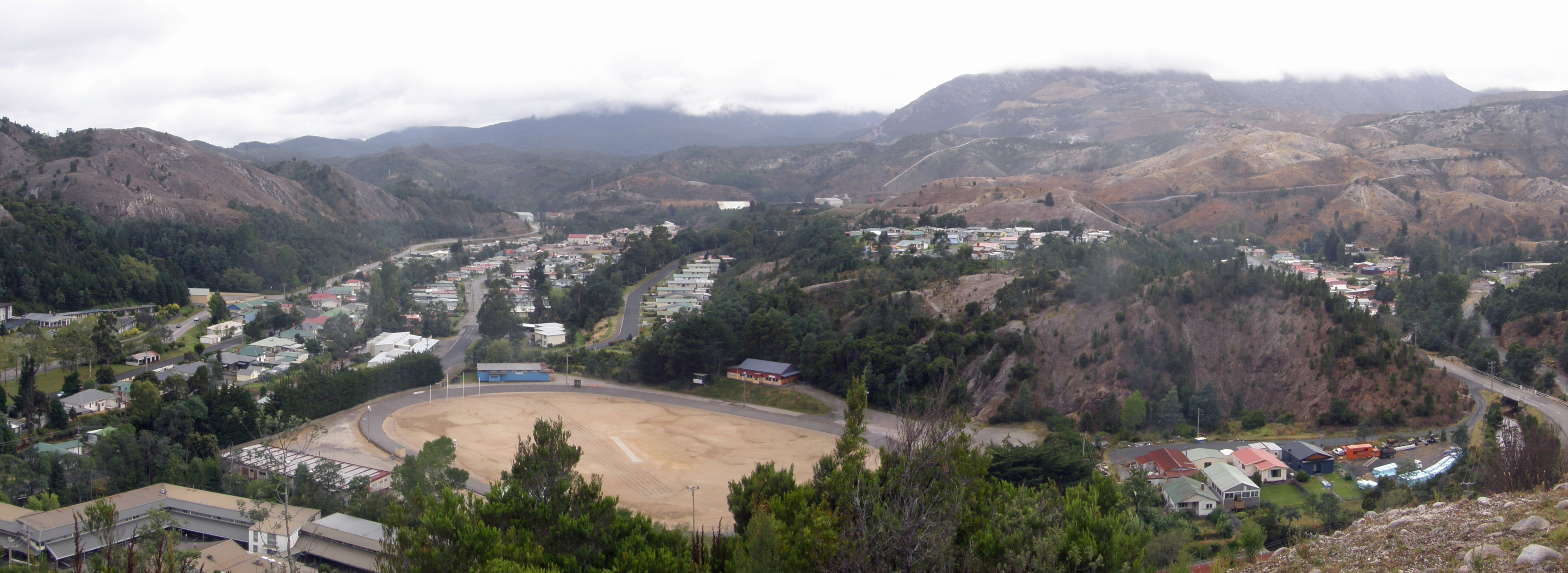
Исторический стадион «Куинстаунский Овал» (Queenstown Oval)

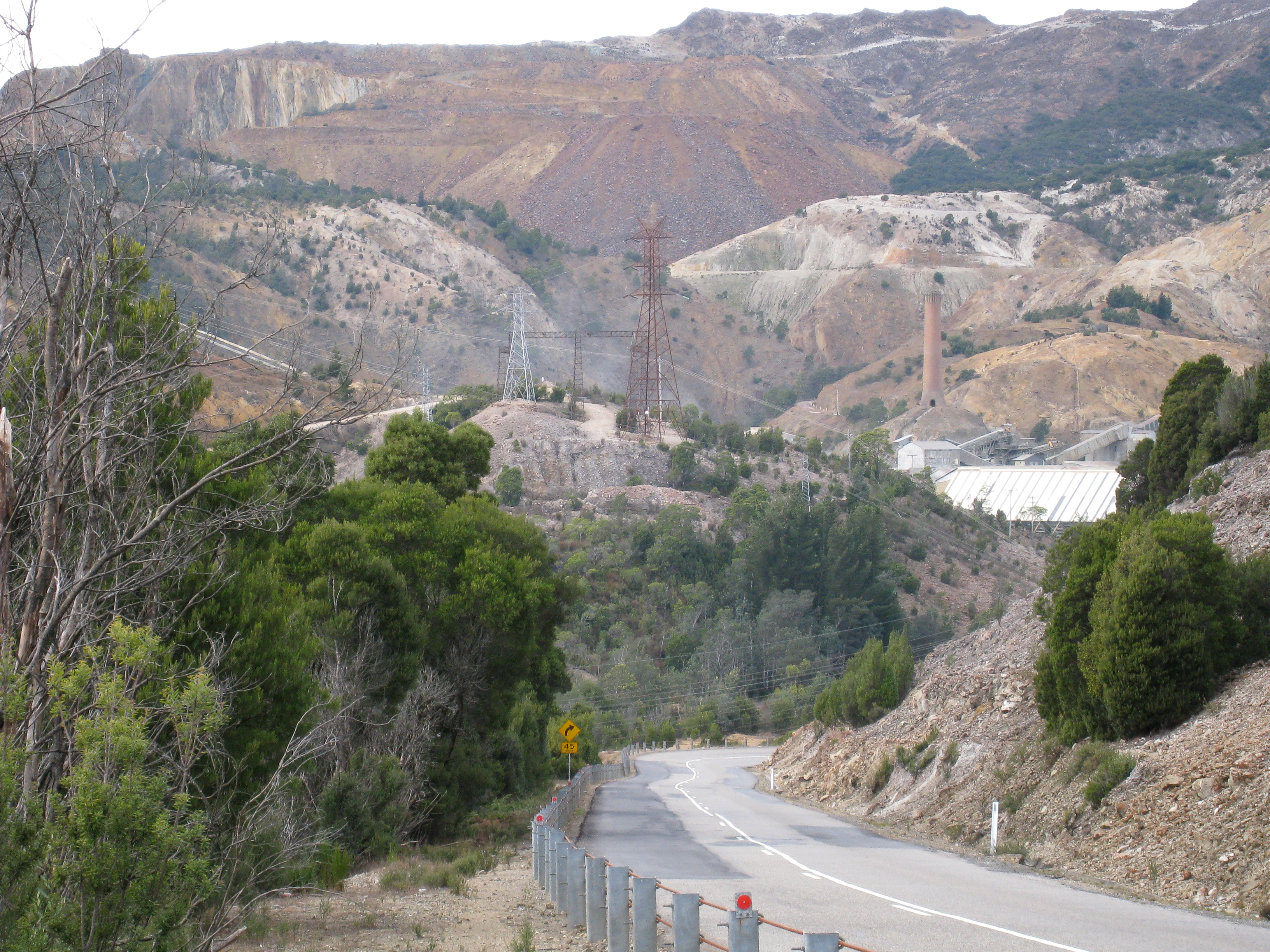
Ландшафт рядом с Куинстауном

Город Куинстаун находится в долине, расположенной в гористой местности в западной части острова Тасмания. Через Куинстаун с севера на юг протекает река Куин, которая примерно в 8 км южнее города впадает в реку Кинг.
К востоку от города находится гора Оуэн (Mount Owen, 1146 м), к северу от неё — гора Лайелл (Mount Lyell, 917 м), а к югу — гора Хаксли (Mount Huxley, 926 м). За этой горной грядой, в нескольких километрах восточнее Куинстауна находится искусственное озеро Бербери (Lake Burbury), образовавшееся в результате запруживания реки Кинг.
Далее на восток начинаются национальные парки: на северо-востоке — Крейдл-Маунтин — Лейк-Сент-Клэр, а на юго-востоке — Франклин — Гордон-Уайлд-Риверс. Оба парка являются частью территории, называемой «Дикая природа Тасмании» (англ. Tasmanian Wilderness), являющейся объектом Всемирного наследия ЮНЕСКО.
Куинстаун находится на автомобильной дороге  Лайелл-Хайвей (Lyell Highway), примерно в 250 км на северо-запад от Хобарта и в 196 км к югу от Берни. В 38 км к северо-западу находится город Зиан, а в 41 км к юго-западу — Стран, который расположен на берегу залива Маккуори, соединённого с Индийским океаном. К Страну и заливу Маккуори ведёт автомобильная дорога .

## История
История освоения этих мест началась в 1881 году, когда Корнелиус Линч (Cornelius Lynch) обнаружил, что там имеется золото. Туда прибыли многие старатели, хотя добраться до этих мест в то время было непросто — сначала на корабле до порта Стран в заливе Маккуори, а затем вверх по течению реки Кинг.
Вскоре образовался небольшой городок Пенгана (Penghana), который, однако, практически полностью сгорел в 1896 году, и тогда немного ниже по течению реки Куин было основано новое поселение, которое было названо Куинстаун.
В 1889 году была образована The Mount Lyell Gold Mining Company, а в 1893 году — Mount Lyell Mining and Railway Company, основным продуктом производства которой была медь. Была построена железная дорога до Страна, Abt Railway. К 1901 году население Куинстауна составляло 5051 человек, и он был третьим по величине городом Тасмании.

## Население
Согласно переписи населения 2021 года, население Куинстауна составляло 1808 человек, 51,4 % мужчин и 48,6 % женщин. Средний возраст жителей Куинстауна составлял 47 лет.
| 1996 | 2001 | 2006 | 2011 | 2016 | 2021 |
| ---- | ---- | ---- | ---- | ---- | ---- |
| 2631 | 2343 | 2117 | 1975 | 1755 | 1808 |

## Фотогалерея

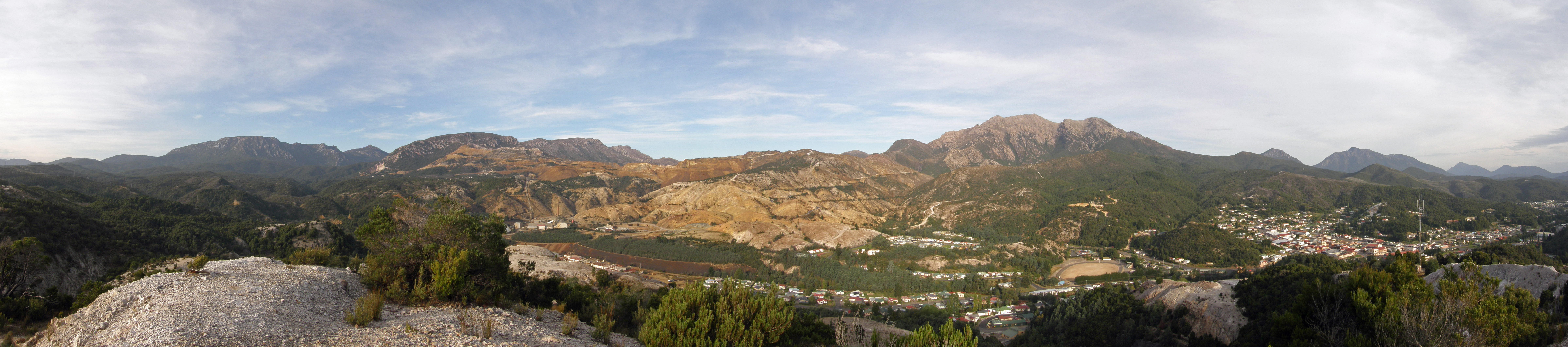
Панорама Куинстауна, с горой Оуэн на заднем плане и горой Лайелл в левой части снимка. В центре — стадион «Куинстаунский Овал»

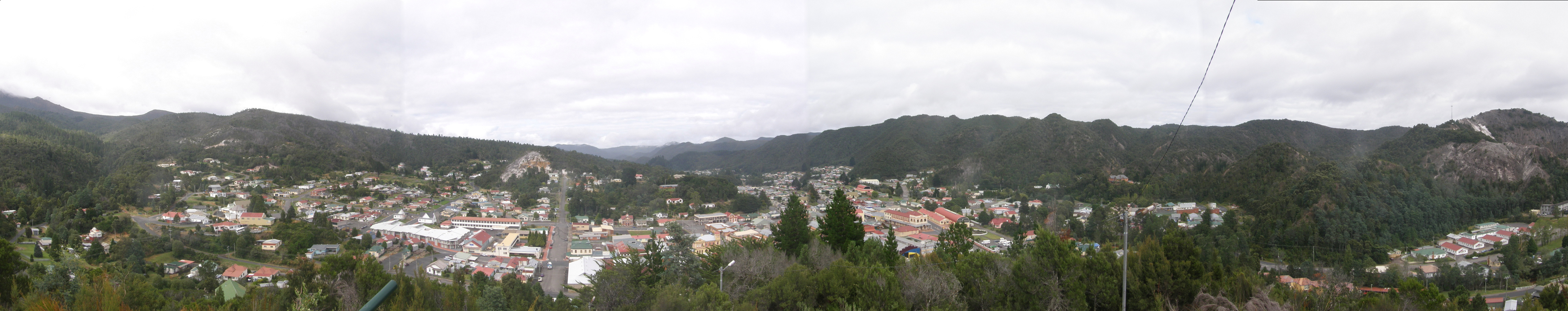
Панорама центральной части Куинстауна